# Västra Fågelviks distrikt
Västra Fågelviks distrikt är ett distrikt i Årjängs kommun och Värmlands län. Distriktet ligger omkring Stommen och Sundsbyn i västra Värmland och gränsar till Norge. 

## Tidigare administrativ tillhörighet
Distriktet inrättades 2016 och utgörs av Västra Fågelviks socken i Årjängs kommun.
Området motsvarar den omfattning Västra Fågelviks församling hade vid årsskiftet 1999/2000.

## Tätorter och småorter
I Västra Fågelviks distrikt finns en småort men inga tätorter.

### Småorter
- Stommen